# Watichelus emarginatus
Watichelus emarginatus är en mångfotingart som beskrevs av Loomis 1949. Watichelus emarginatus ingår i släktet Watichelus och familjen Atopetholidae. Inga underarter finns listade i Catalogue of Life.